# 清工部工程做法

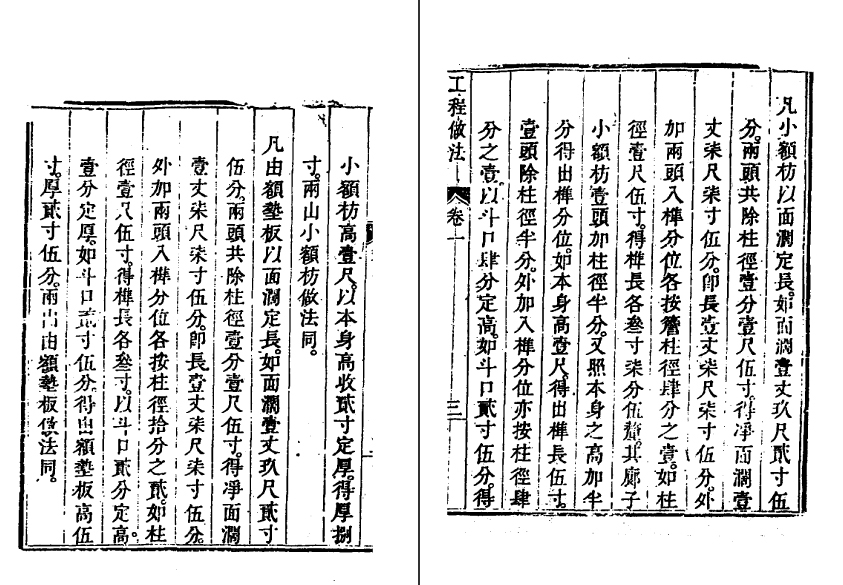
清工部工程做法卷一书影

《清工部工程做法》指清雍正十二年（1734年），工部颁布的《工程做法》（又名《工程做法则例》）七十四卷（雍正十二年武英殿刊本），计2768页，由清康熙帝的第十七子允禮主持撰修并序，由清内务府与工部“谙练详慎”之员共同编撰。
《清工部工程做法》和宋代李诫《营造法式》是中国古代由官方颁布的关于建筑标准的仅有的两部古籍，在中国古代建筑史上有重要地位，建筑学家梁思成将此二部建筑典籍称为“中国建筑的两部文法课本”。梁思成在三十年代对《清工部工程做法》进行深入研究，取得丰硕成果，著成《清式营造则例》和《清工部工程做法则例图解》二书。

## 内容

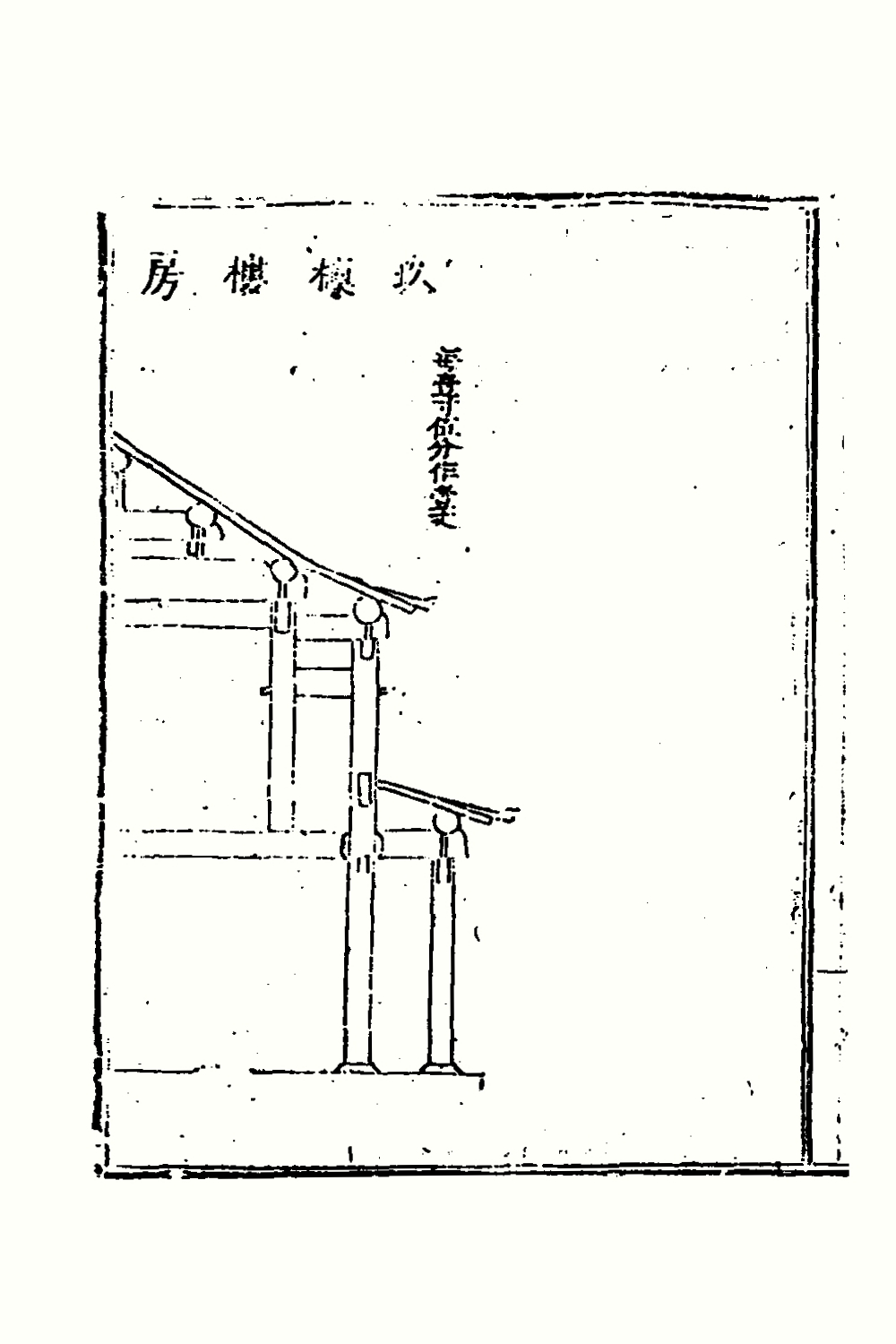
《工程作法》九檩楼房

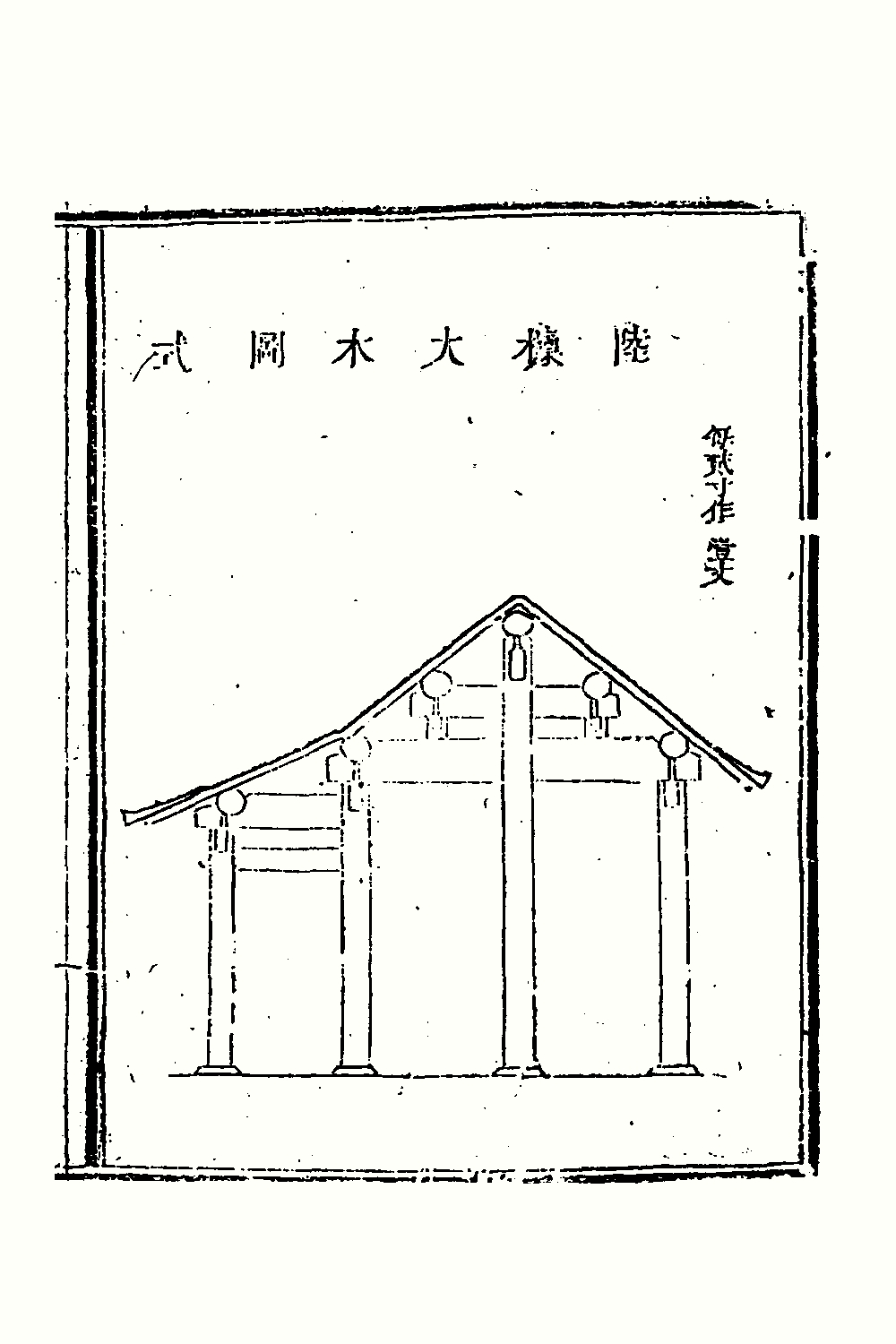
《工程作法》六檩楼房

《清工部工程做法则例》是清代官方颁布的关于建筑标准的书籍，全书内容包括：
卷一 九檩单檐庑殿围廊单翘重昂
卷二 九檩歇山转角前后廊单翘单昂
卷三 七檩歇山转角周围廊重昂斗拱，七檩歇山转角周围廊斗口重昂
卷四 九檩楼房
卷五 七檩转角
卷六 六檩前出廊转角房
卷七 九檩悬山
卷八 八檩卷棚
卷九 七檩悬山
卷十 六檩硬山
卷十一 五檩悬山
卷十二 四檩卷棚
卷十三 五檩川堂
卷十四 七檩三滴水歇山正楼
卷十五 重檐七檩歇山转角楼
卷十六 重檐七檩歇山箭楼
卷十七 五檩歇山转角闸楼
卷十八 五檩悬山转角闸楼
卷十九 十一檩挑山仓房
卷二十 七檩硬山封护檐库房
卷二十一 三檩垂花门
卷二十二 方亭大木
卷二十三 六柱圆亭大木
卷二十四 七檩小式大木
卷二十五 六檩小式大木
卷二十六 五檩小式大木
卷二十七 四檩卷棚小式大木
卷二十八至卷四十 斗拱
卷四十至卷四十七 装修 、门窗、石作、瓦作、土作
卷四十八至卷六十用料估计
卷六十一至卷七十四用工估计